# 이집트 술탄국
이집트 술탄국(아랍어: السلطنة المصرية)은 1914년부터 1922년까지 짧은 기간 동안 영국의 보호령으로 존재하던 이집트의 술탄국으로, 이집트 왕국의 전신이다.

## 역사
제1차 세계 대전이 발발한 직후 이집트의 케디브 압바스 2세( Khedive Abbas II)는 친 오스만 제국의 입장 때문에 영국에 의해 권력에서 물러났으며, 오스만 제국으로부터 이집트의 독립을 선언하고 스스로를 술탄이라고 선언한 그의 삼촌 후세인 카멜(Hussein Kamel)이 압바스 2세를 이어 이집트의 통치자가 되어 오스만 제국 이전의 이집트 술탄국의 재건을 표방하였다. 그러나 건국 직후 이집트 술탄국은 영국의 보호령이 되었고 효과적인 정치 및 군사력은 영국 관리들에게 귀속되었다. 이로써 1805년 무함마드 알리의 집권 이후 명목상으로 이집트에 대한 법적 지배권을 쥐고 있던 오스만 제국의 지배가 종식되었다.
이집트 문제에 대한 유럽의 간섭에 대한 반대는 통합되고 확산된 민족주의 운동의 출현으로 귀결되었다. 제1차 세계 대전 중 영국의 행동은 이집트 대중 사이에 광범위한 분노를 불러일으켰다. 특히, 여기에는 영국의 면화 비축량 구매 및 시장 가격보다 낮은 가격의 동물 사료 징발 등이 포함되었으며, 전쟁이 끝난 후 이집트 경제는 극심한 물가 상승과 실업의 역효과를 겪었다.
후세인 카멜 사후 그의 외아들 카말 엘 딘 후세인 왕자가 왕위를 거부하면서 후세인 카멜의 형제 아흐메드 푸아드가 푸아드 1세로 왕위에 올랐다.
전쟁이 끝나자 이집트 민족주의자들은 영국 정부에 다시 독립을 요구하기 시작했다. 이집트인들은 다른 이유 외에도 모든 국가의 자결권 을 옹호했던 미국 대통령 우드로 윌슨의 영향을 받았다. 1918년 9월, 이집트는 파리 평화 회의에서 독립 요구를 표명하기 위해 대표단을 구성하기 위한 첫 번째 조치를 취했다. 대표단에 대한 아이디어는 루트피 아스 사이드, 사드 자그, 사드 자글룰, 무하마드 마무드 파샤, 알리 샤라위 및 아브드 알 아지즈 파미를 포함한 움마 파티의 저명한 구성원들 사이에서 시작되었다.
1918년 11월 13일 이집트에서 자글룰, 파미 및 샤라위가가 영국 고등 판무관인 레지널드 윈게이트과 함께 청중을 맞이하면서 투쟁의 날을 기념하였으며, 영국이 수에즈 운하와 공공 부채를 감독하도록 허용한다는 조건으로 이집트의 완전한 독립을 요구하였다. 그들은 또한 영국 정부에 소송을 제기하기 위해 런던에 가는 것을 허락해달라고 요청하였으며, 같은 날 이집트인들은 이 목적을 위해 사드 자글룰이 이끄는 알 와프드 알 미스리(통칭 와프드) 대표단을 구성하였으나 영국 정부는 이를 허용하지 않았다.
3월 8일, 자글룰과 와프드의 다른 3명의 구성원은 체포되어 카스르 닐 감옥에 수감되었다. 다음날, 그들은 몰타로 추방되었는데, 이는 모든 사회 계층의 이집트인들이 참여한 1919년 3~4월의 대중 봉기를 촉발시킨 행동이었다. 카이로와 하이집트의 지방 도시, 특히 탄타에서 폭력적인 충돌이 있었고, 반란은 남쪽으로 확산되어 상이집트의 아슈트 지방에서 폭력적인 충돌이 절정에 달했다.
와프드의 추방은 또한 학생 시위를 촉발하고 학생, 정부 관리, 전문가, 여성 및 운송 노동자에 의한 대규모 파업으로 확대되었으며, 일주일 만에 이집트 전역이 총파업과 폭동으로 마비되었다. 철도와 전신선이 끊겼고, 택시 기사들은 일하기를 거부했으며, 변호사들은 법정 소송에 출두하지 않았고, 시위대는 친와프디스트 구호와 독립을 외치며 거리를 행진하였다. 영국군과 이집트 시위대 사이의 혁명 동안 폭력이 발생하여 양측에서 수많은 사망자와 부상자가 발생했다. 
3월 16일, 베일을 쓴 150~300명의 이집트 상류층 여성들이 영국의 점령에 반대하는 시위를 벌였으며, 이는 이집트 여성들이 공직에 진출하게 된 계기가 되었다. 와프드 지도자인 사드 자글룰의 아내인 사피아 자글룰과 와프드의 초기 회원인 무나 파미 위사의 아내이자 이집트 페미니스트 연합(Egyptian Feminist Union) 조직자인 후다 샤라위가 여성 시위대를 이끌었으며, 하층민 여성들은 남성들과 함께 거리에서 시위를 벌였다. 시골에서 여성들은 철도를 절단하는 것과 같은 활동에 종사했다.
처음으로 정치에 참여하는 상류층 여성들은 남성 지도자들이 추방되거나 구금되었을 때 운동에서 핵심적인 역할을 맡았다. 그들은 파업, 시위, 영국 상품 불매 운동을 조직하고 청원서를 작성하여 이집트에 대한 영국의 통제에 항의하는 외국 대사관에 회람했다.
3월 16일의 여성 행진은 어느 날 1919년 혁명의 가장 큰 시위로 이어졌다. 10,000명 이상의 교사, 학생, 노동자, 변호사 및 정부 직원이 알 아자르에서 출발해 압딘 궁전으로 행진했으며, 이 과정에서 영국의 장애물과 금지령을 무시한 채 수천 명의 시위대가 합류했다. 곧 알렉산드리아, 탄타, 다만후르, 알 만수라, 알 파이윰에서도 비슷한 시위가 벌어졌으며, 1919년 여름까지 800명 이상의 이집트인과 31명의 유럽인과 29명의 영국군이 사망하였다.
영국 고등 판무관인 윙게이트 장군은 민족주의 세력의 힘과 와프드가 이집트에 대한 영국의 통제에 대한 위협을 이해하고 와프드가 파리로 여행하는 것을 허용하도록 영국 정부를 설득하려 했으나, 자글룰과 민족주의자들에게 적대적이었던 영국 정부는 이집트의 독립 요구를 단호하게 거부하였다. 이윽고 윙게이트 장군은 이집트 상황에 대한 회담을 위해 런던으로 소환되었으며, 1919년 1월 고등판무관 대행으로 밀너 치트햄 경이 임명되었다.

### 1919년 이집트 혁명
1919년 혁명이 시작되었을 때 치트햄은 곧 자신이 시위를 막을 힘이 없다는 것을 깨달았고 문제가 완전히 통제할 수 없음을 인정하였다. 그럼에도 불구하고 런던 정부는 그에게 와프드에 굴복하지 말고 질서를 회복하라는 명령을 내렸는데, 이는 그가 완수할 수 없는 일이었다.
런던은 고등판무관 자리를 제1차 세계대전에 활약한 영국의 야전 원수 에드먼드 알렌비 경 (나중에 그해 10월에 초대 알렌비 자작으로 창설됨)으로 교체하기로 결정하였다. 특별 고등 판무관으로 임명된 알렌비는 3월 25일 이집트에 도착하였으며, 다음날 이집트 민족주의자 그룹과 울라마를 만났다. 이집트 민족주의자들과 울라마는 알렌비(Allenby) 원수에게 와프드 지도자들을 석방하고 파리로 여행할 수 있도록 허가하는 대신 사람들에게 시위를 중단할 것을 촉구하는 성명서에 서명하기로 약속하였으며, 이것이 반란을 막을 수 있는 유일한 방법이라고 확신한 앨런비는 영국 정부가 이에 동의하도록 설득해야 했다. 4월 7일 자글룰과 그의 동료들은 석방되어 파리로 향했다.
1919년 5월, 밀너 경은 이집트가 보호령을 유지하고 영국의 이익을 보호하면서 "자치 기관"을 부여받을 수 있는 방법을 조사하는 임무를 맡도록 임명되었다. 이들은 1919년 12월 이집트에 도착했지만 보호령의 지속에 반대하는 민족주의자들의 보이콧을 당했다. 밀너 일행의 도착은 학생, 변호사, 전문가 및 노동자가 참여한 파업으로 이어졌으며, 상인들은 상점을 닫았고 주최측은 이집트인들에게 임무에 협조하지 말라고 촉구하는 전단지를 배포하였다.
밀너는 자글룰에 대한 직접적인 접근이 필요하다는 것을 깨달았고 1920년 여름 런던에서 두 사람 사이의 비공개 회담이 열렸다. 소위 밀너-자글룰 협정의 결과로 영국 정부는 1921년 2월 이집트와의 조약 협상의 기초로 보호령 폐지를 수락하겠다고 발표했다.
1921년 4월 4일 자글룰의 이집트 귀환은 전례 없는 환영을 받아 대다수의 이집트인들이 그를 지지했음을 보여주었다. 그러나 알렌비는 자글룰의 정치 권력을 무너뜨리고 영국이 이집트 독립을 안전하게 위임할 수 있는 친영 단체를 건설하기로 결정하였고, 12월 23일 자글룰은 아덴항을 통해 세이셸로 추방되었다. 그의 추방은 시위, 경찰과의 폭력적인 충돌, 그리고 카이로, 알렉산드리아, 포트 사이드, 수에즈, 그리고 탄타, 지프타, 아즈 자카지크, 지르자 같은 지방 도시에 영향을 미친 학생과 공무원의 파업으로 이어졌다.

### 이집트 독립(1922)
1922년 2월 28일 영국은 이집트와 아무런 교섭 없이 일방적으로 이집트 독립을 선언했으며, 이집트에서 대영 제국의 통신 보안; 직간접적인 모든 외국 침략자 또는 간섭에 대한 이집트 방어 이집트의 외국 이익 보호 및 소수 민족 보호; 수단의 네 가지 문제는 이에 관한 합의가 협상될 때까지 영국 정부의 재량에 절대적으로 유보되었다.
독립 직후 이집트 술탄국이 이집트 왕국으로 개편되면서 술탄 아마드 푸아드가 푸아드 1세가 되었고 그의 아들 파루크 1세가 그의 후계자로 지명되었으며, 야전 원수 알렌비 경은 1925년까지 영국 고등 판무관으로 남아있었다. 4월 19일에 새 헌법이 승인되었으며, 같은 달에 이집트 정치 발전의 새로운 국면인 의회 선거를 알리는 선거법이 공포되었다.

## 같이 보기
- 이집트 술탄
- 시나이와 팔레스타인 원정
- 제1차 세계 대전의 중동 극장

## 참고 문헌
- 이 문서는 다음을 포함합니다: 퍼블릭 도메인 자료 출처: Library of Congress 문서: 《Country Studies》. Federal Research Division. Egypt under the Protectorate and the 1919 Revolution.
- Daly, MW The Cambridge History Of Egypt Volume 2 현대 이집트, 1517년부터 20세기 말 (1998년)까지 온라인